# باتريك كينغسلي
باتريك كينغسلي (26 مايو 1908 في الهند - 24 أغسطس 1999 في المملكة المتحدة) (بالإنجليزية: Patrick Kingsley)‏ هو لاعب كريكت بريطاني (وحمل سابقاً جنسية المملكة المتحدة لبريطانيا العظمى وأيرلندا). لعب مع نادي مارليبون للكريكت ‏ والمقاطعات الوطنية للكريكيت الإنجليزي والويلزي ‏ ونادي الكريكت في جامعة أكسفورد ‏.

## وصلات خارجية
- باتريك كينغسلي على موقع إي آس بي آن كريك إنفو (الإنجليزية)